# Těchov

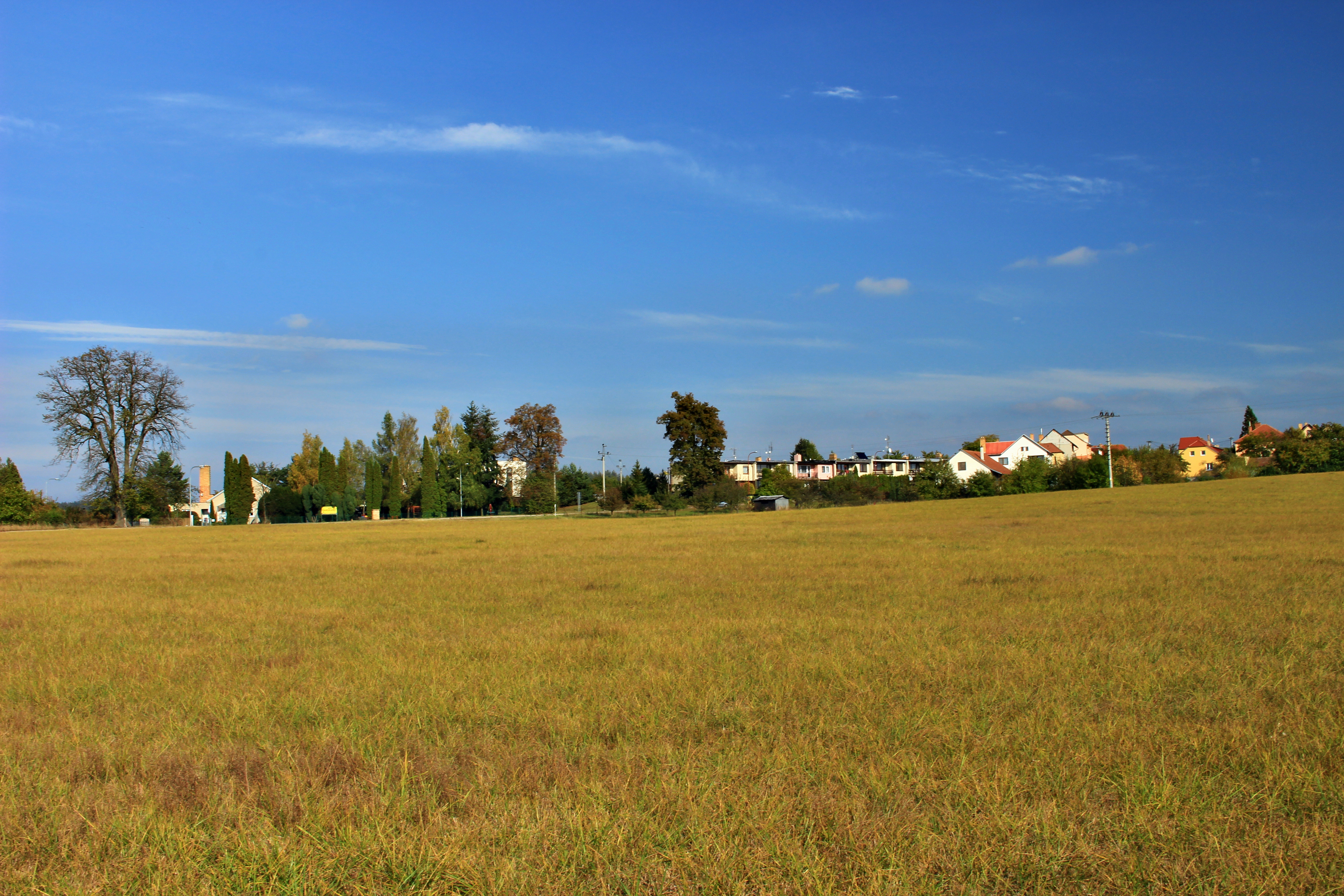

Těchov je velká vesnice, část okresního města Blansko. Nachází se asi 3,5 km na východ od Blanska. Je zde evidováno 354 adres. Trvale zde žije 408 obyvatel.
Těchov je také název katastrálního území o rozloze 8,84 km2. V katastrálním území Těchov leží evidenční části Těchov, Obůrka, Žižlavice, Češkovice a Skalní mlýn.

## Název
Vesnice se původně jmenovala Tychov. Základem jména vesnice bylo osobní jméno Tych, domácká podoba počeštěné varianty některého cizího jména začínajícího na Ti- (Tymer od Thietmar, Timota od Timotheus ad.). Význam jména vsi byl "Tychův majetek". Základu jména se po čase přestalo rozumět a bylo přikloněno k základu slovesa těšiti (první doklady ze 17. století).

## Historie
První písemná zmínka pochází z roku 1379.